# Iglesia de la Encarnación (Alhaurín el Grande)
La Iglesia de Nuestra Señora de la Encarnación del municipio de Alhaurín el Grande en la provincia de Málaga, se sitúa sobre una colina en la que se levantaban, en época andalusí, el antiguo castillo y la mezquita del Alhaurín musulmán. Su historia como parroquia se remonta a la incorporación de la localidad a los reinos cristianos en la campaña de 1485. Del primitivo edificio se conservan vestigios como la bóveda de crucería gótica del cuerpo bajo de la torre, aunque serán las reformas del XIX, dentro de una estética neoclásica, las que dotarán al templo de su actual imagen. En ella se venera, entre otras tallas, la de Nuestra Señora de Gracia, Patrona y Alcaldesa Honorífica Perpetua de Alhaurín el Grande.

## Descripción

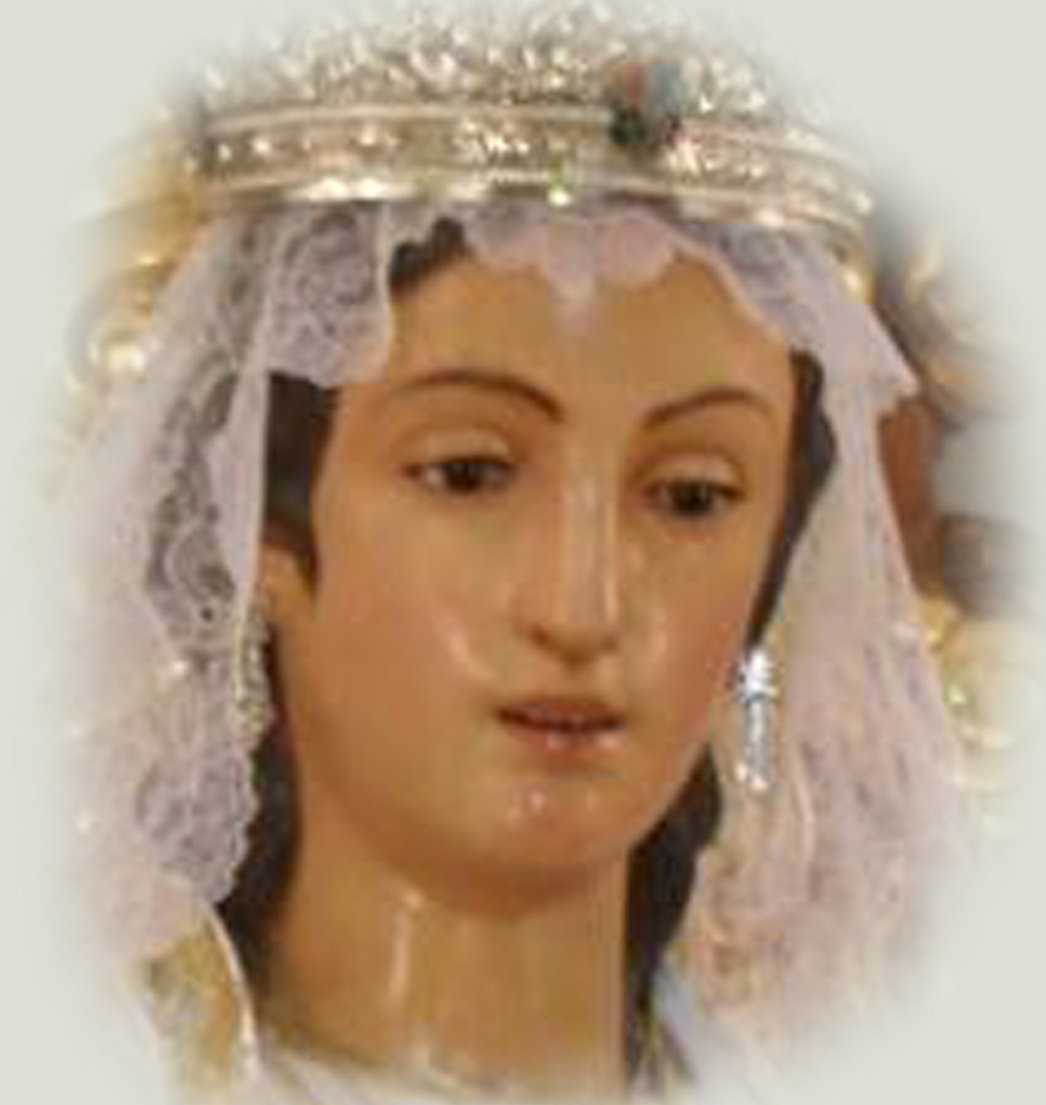
Actual imagen de Nuestra Señora de Gracia, Patrona de Alhaurín el Grande

Se trata de un templo con planta de cruz latina, con tres naves, la central más ancha y alta que las laterales, separadas por pilares rectangulares sobre los que voltean arcos de medio punto. A los pilares se adosan pilastras sobre plintos sobre las que corre un entablamento con cornisa de moldura múltiple muy volada, y, por encima de ella, arranca la bóveda, de medio cañón con fajones y lunetos curvos en la nave central y de perfil carpanel, también con fajones, en las naves laterales. En el crucero se eleva una cúpula sobre pechinas. 
La cabecera, tras la cual se ubica una girola de traza recta, se compone de dos capillas cuadradas, cubiertas con casquetes esféricos, a ambos lados de la capilla mayor que resuelve su cubrición con un tramo cuadrado abovedado y un ábside con cuarto de esfera. En el ábside encontramos la embocadura de un camarín enmarcada por arco de medio punto flanqueada por pares de columnas, de capiteles jónicos y fustes de mármol, que descansan en placas recortadas y se coronan por cornisa sobre la que dos grandes volutas evocan un frontón partido. 

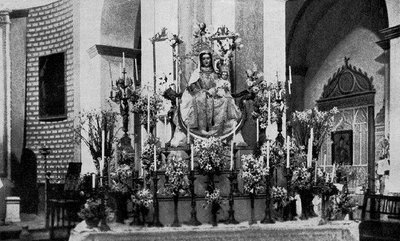
Antigua talla de Nuestra Señora de Gracia, patrona de Alhaurín el Grande, desaparecida durante la contienda bélica de 1936-1939. Fuente: Archivo Temboury

A los pies de la nave del Evangelio se adosa la torre-campanario, de cuatro cuerpos. Los tres primeros son de planta casi cuadrada y el último, que alberga las campanas, lo es octogonal. Remata la torre un chapitel cerámico de ocho lados. La portada principal es lateral y se abre mediante arco de medio punto enmarcado por una moldura rectangular muy amplia. Enfrentada a ésta, en la nave del Evangelio, se abre otra puerta de acceso rematada en arquitrabe. 
Exento en casi todo su perímetro, salvo por el sureste donde se produce el adosamiento de dependencias parroquiales, el edificio se ofrece como conjunto de volúmenes bien diferenciados y de gran rotundidad, con cubiertas de tejas a distintas aguas y alturas.
La imagen titular de la parroquia es La Virgen de Gracia, cuya imagen es obra del escultor malagueño Francisco Palma Burgos.